# Vercors
De Vercors (Massif du Vercors) is een plateau in de Franse departementen Isère en Drôme in Oost-Frankrijk. Het behoort tot de Franse Voor-Alpen. Het ligt ten zuiden van een ander gelijkaardig massief van de Voor-Alpen: de Chartreuse, waarvan het wordt gescheiden door de Isère. Ten oosten van de Vercors liggen het Taillefermassief en de Matheysine waarvan de Vercors gescheiden wordt door de rivier de Drac. De kliffen in het oosten liggen vlak bij de stad Grenoble en scheiden meer zuidelijk de streek Trièves af van het plateau. Het gebied bestaat uit harde kalksteen en is door de steile wanden een moeilijk toegankelijk gebied. Het omvat verschillende stations voor langlaufski en voor alpineski. Villard-de-Lans is het belangrijkste skistation van de Vercors.

## Geschiedenis

### Tweede Wereldoorlog

Vlag van de République Libre du Vercors (juni-juli 1944)

De streek werd ook bekend door de Maquis du Vercors uit de Tweede Wereldoorlog, toen de résistance de Vrije Republiek van Vercors oprichtte tegen de Duitse bezetting van juni tot juli 1944. Deze opstand werd bloedig onderdrukt door de Duitsers. Hierbij vielen ongeveer 600 doden bij de verzetsgroepen en ongeveer 200 doden bij de burgerbevolking. 673 huizen werden verwoest.

## Geografie

Deelgebieden van de Vercors

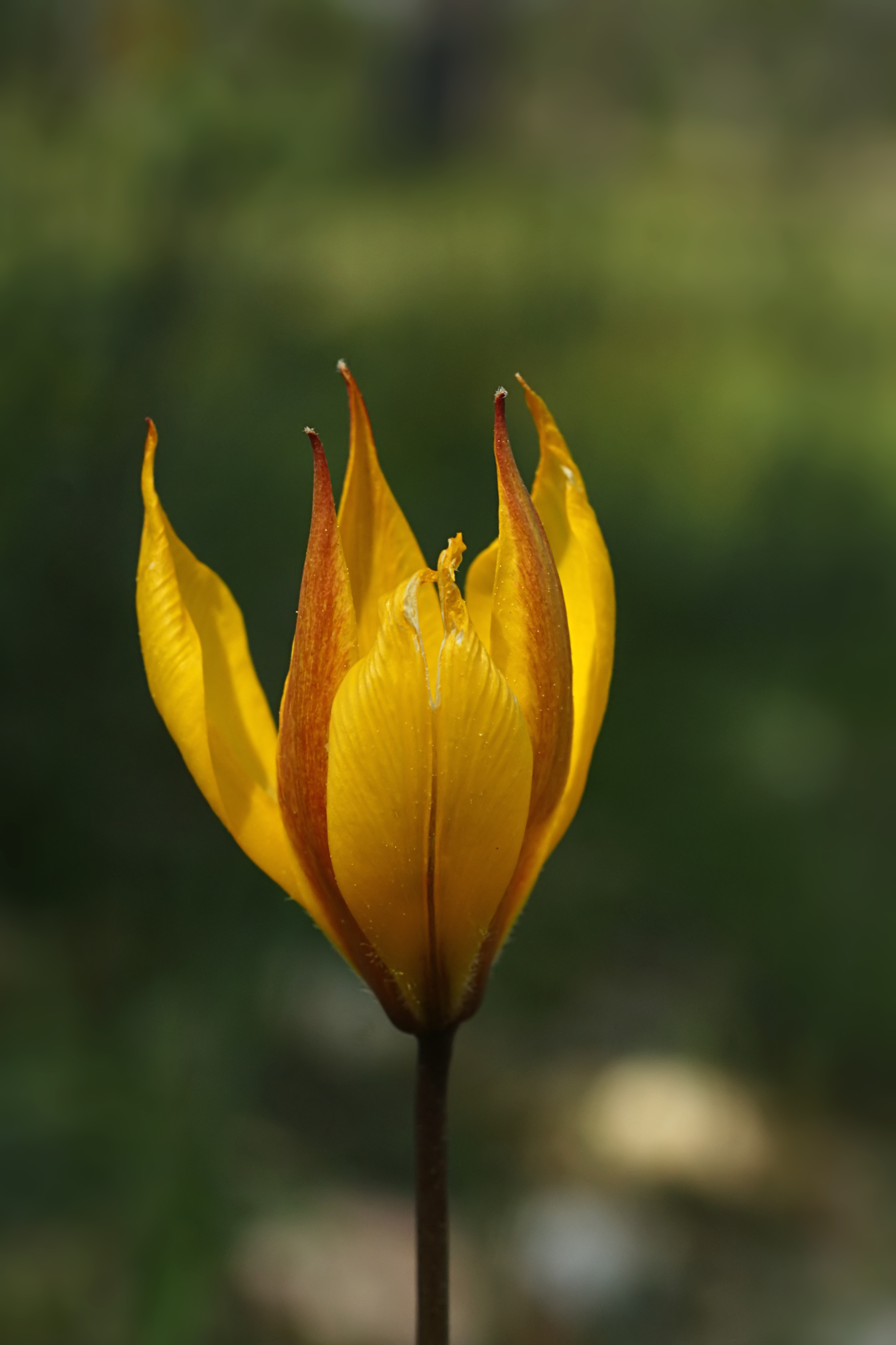
De ondersoort van de bostulp die voorkomt op de Vercors

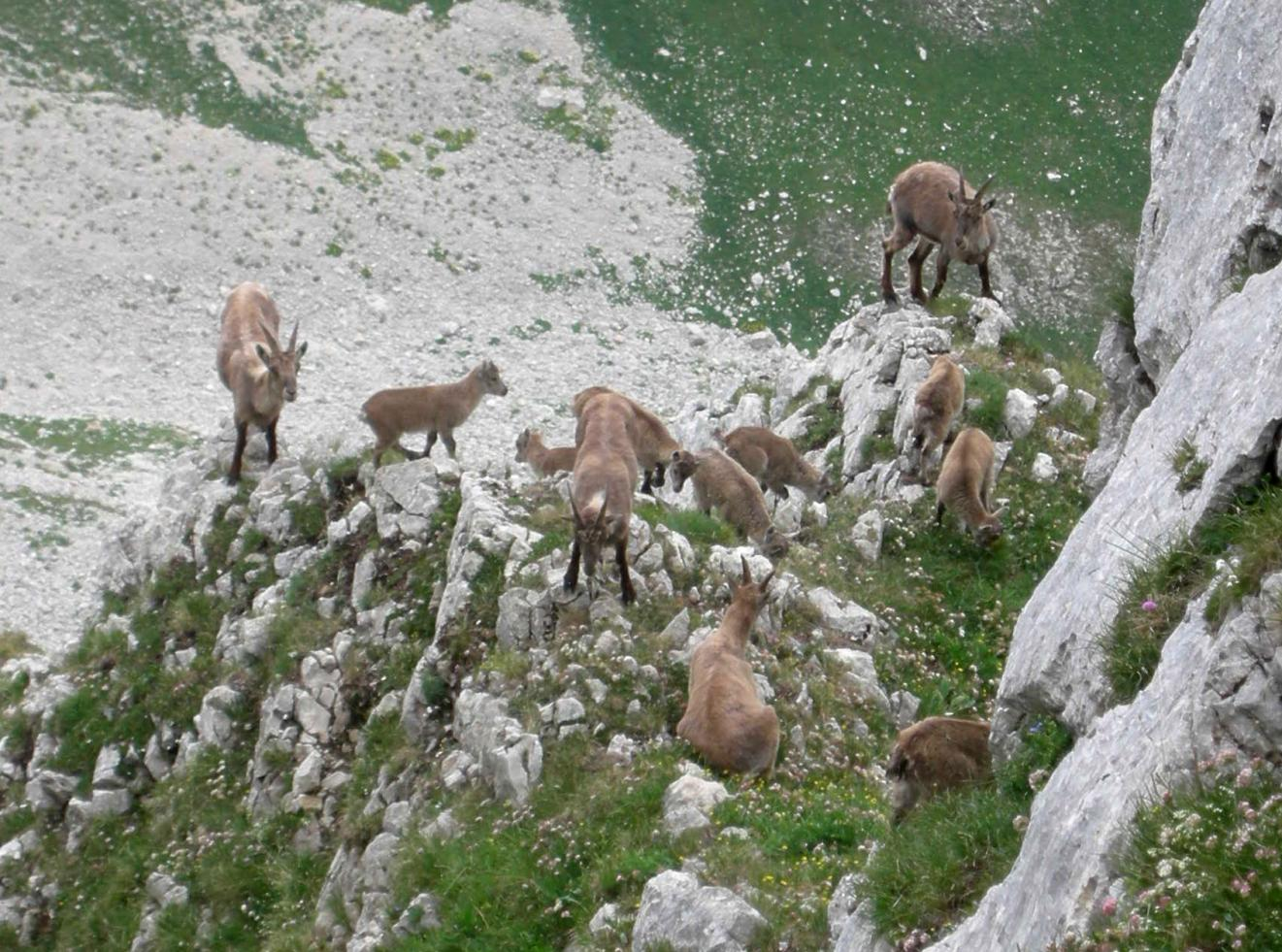
Steenbokken op de flanken van de Grand Veymont

Het relief van de Vercors bestaat naast het uitgestrekt plateau van de Hauts plateaux ook uit rotswanden, zachte valleien, diepe gorges en bergkammen. Hierdoor is de Vercors, fysisch-geografisch en historisch opgedeeld in verschillende deelgebieden:  les Quatre Montagnes in het noordoosten, les Coulmes in het noordwesten, de Vercors Drômois in het centrum en de Hauts-Plateaux in het zuidoosten. Het plateau van de Vercors wordt vaak een 'natuurlijk fort' genoemd door de steile hellingen aan alle zijden. De Vercors wordt omgeven door verschillende lagere gebieden aan de voet van het gebergte: le Royans, de Diois en de Trièves. Ten noorden van de Vercors ligt de Chartreuse, ten zuiden ervan de Diois en de Haut-Diois. De hoogste toppen van de Chartreuse reiken tot 2082 meter; die van de Haut-Diois tot 2051 meter. De Chartreuse en Haut-Diois kennen niet de hoge plateaus die de Vercors typeren. De Chartreuse kent wel een gelijkaardige geomorfologie van diep ingesneden dalen met combes en cluses.
De complexe geografie van de Vercors verklaart waarom het de Vercors lange tijd aan een echte eenheid ontbrak. De verplaatsingen en handel vonden voornamelijk plaats tussen het massief en de nabijgelegen vlakte in plaats van tussen de verschillende delen van het massief. De naam 'Vercors' zelf werd tot het midden van de twintigste eeuw enkel gebruikt om het kanton van La Chapelle-en-Vercors aan te duiden. Dit deel van de Vercors, vandaag gekend als de Vercors Drômois stond vooral in verbinding met de Royans en met Die, dat de arrondissementshoofdplaats was en is. Het noorden van het massief (Lans-en-Vercors, Villard-de-Lans, Autrans en Méaudre), stond (en staat) sterk in verbinding met de streek rond Grenoble en stond bekend onder de naam les Quatre Montagnes.
Het is voornamelijk door de tragische gebeurtenissen tijdens de Tweede Wereldoorlog met de maquis van de Vercors dat er een gezamenlijke identiteit van de Vercors geboren werd. Na de oorlog werd dit versterkt door de ontwikkeling van het toerisme en uiteindelijk bevestigd door de oprichting van het regionale park van de Vercors.
Het park heeft de streek ontwikkeld tot een uitstekende site voor buitensporten waar tegelijkertijd het milieu goed beschermd wordt. Naast het promoten van het toerisme in de Vercors ondersteunt het park eveneens de lokale producten. Alhoewel de mens het landschap van de Vercors al eeuwen sterk naar zijn hand heeft gezet voor de veeteelt en de bosbouw, heeft een grootschalige herbebossing de Vercors tot een van de belangrijkste boscomplexen van Frankrijk gemaakt. Op de Vercors gedijen de zuidelijke bostulp (Tulipe australe, Tulipa sylvestris subsp. australis), de korhoen (Tétras lyre), de alpensteenbok (bouquetin, Capra ibex) en de vale gier (Vautour fauve). De laatste twee werden na hun lokaal verdwijnen opnieuw geïntroduceerd. De fauna en flora kent een grote diversiteit door de klimatologische verschillen tussen het noordelijke en zuidelijke deel van de Vercors en door de hoogteverschillen.

### Toppen

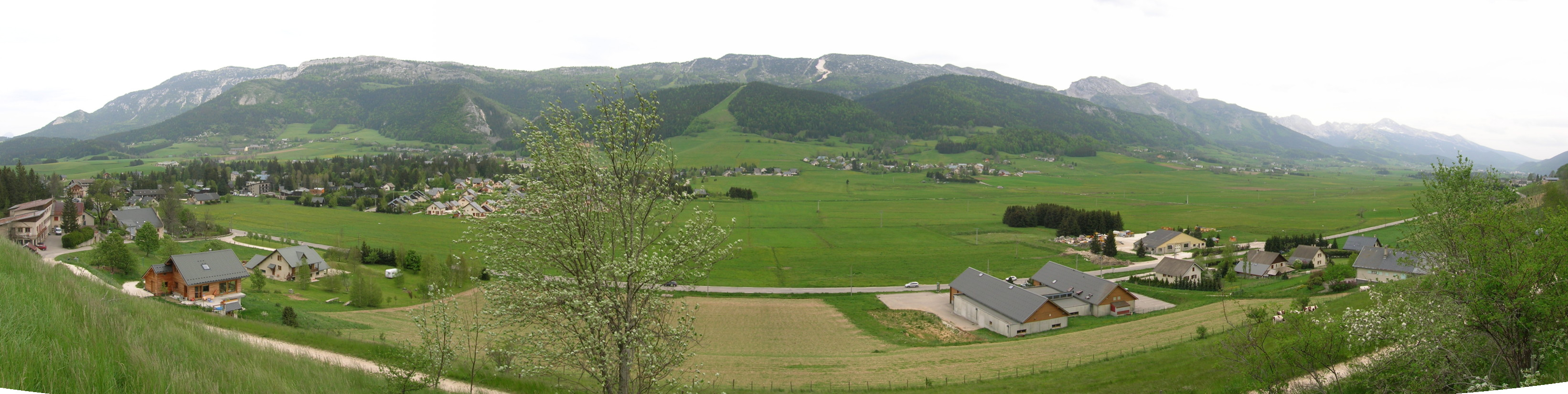
Panoramisch gezicht op de hoofdrug van de Vercors vanop het plateau met links de Moucherotte, rechts de Grande Moucherolle en de vallei van Lans op de voorgrond.

De hoogste toppen van Vercors zijn:
- Grand Veymont (2346 m)
- Grande Moucherolle (2284 m)
- Mont Aiguille (2086 m)
- Moucherotte (1901 m)

## Galerij

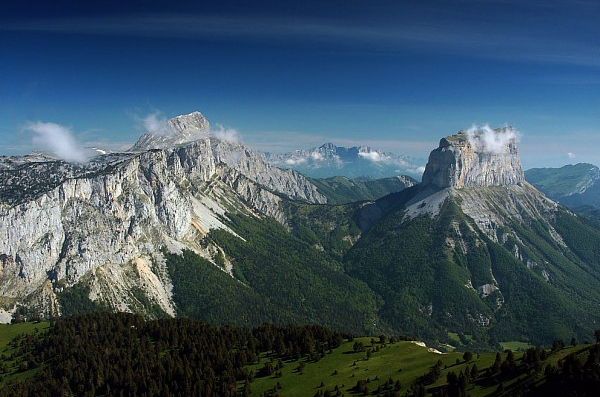
Gezicht op de Grand Veymont en de Mont Aiguille vanuit het zuiden
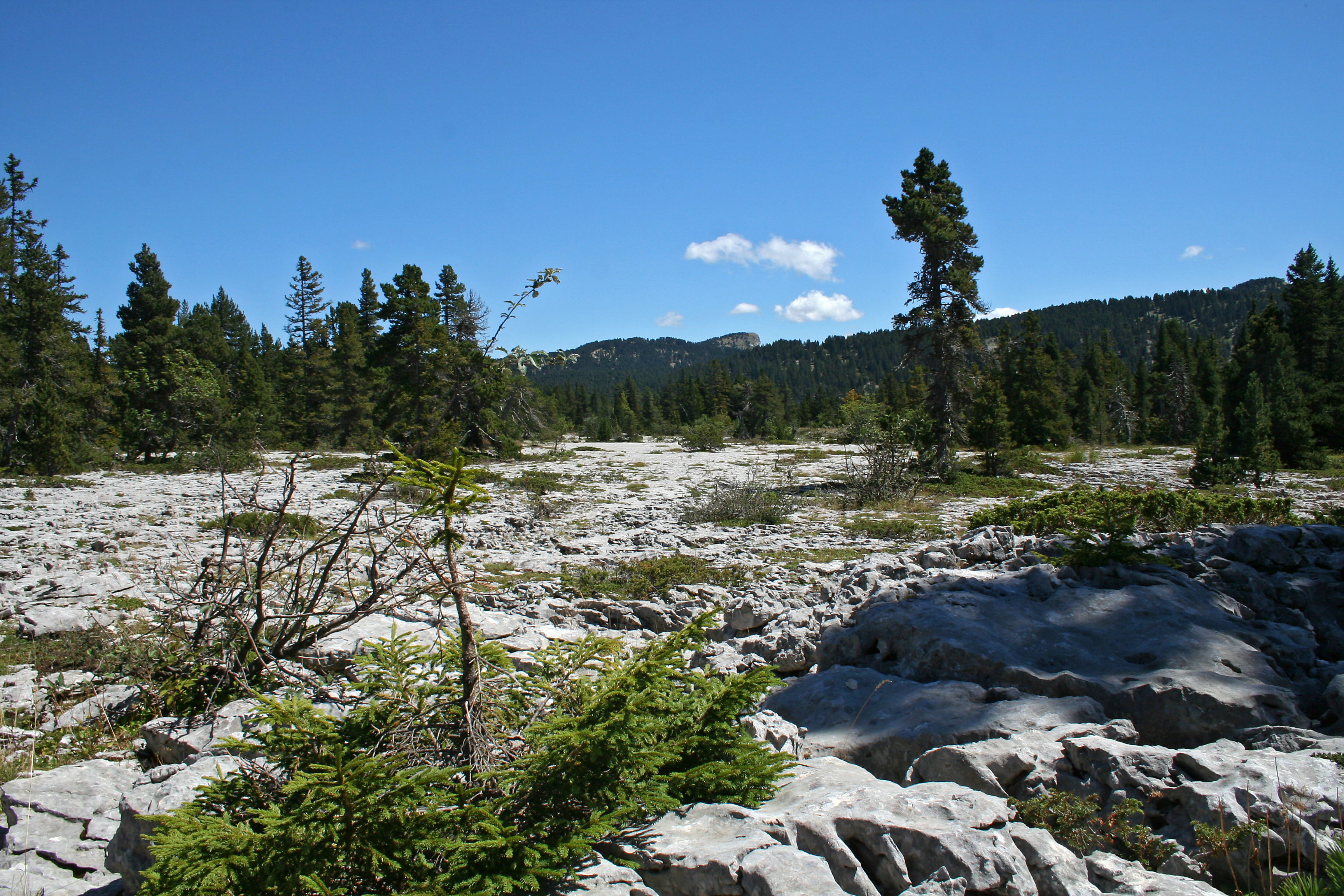
Lapiaz, een typische rotsformatie op de kalkstenen van de Vercors
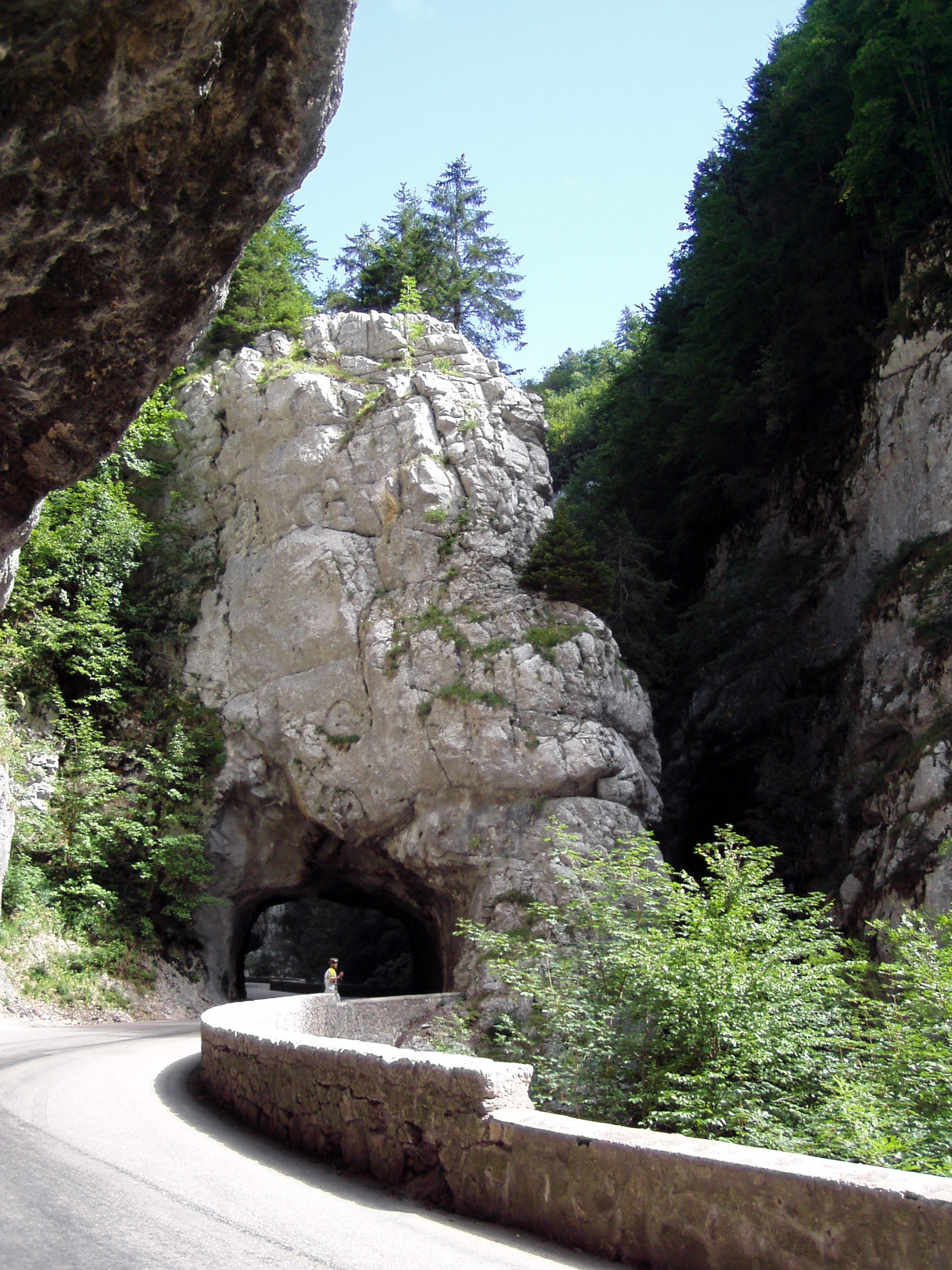
De Gorges de la Bourne, een van de smalle gorges aan de westzijde van de Vercors
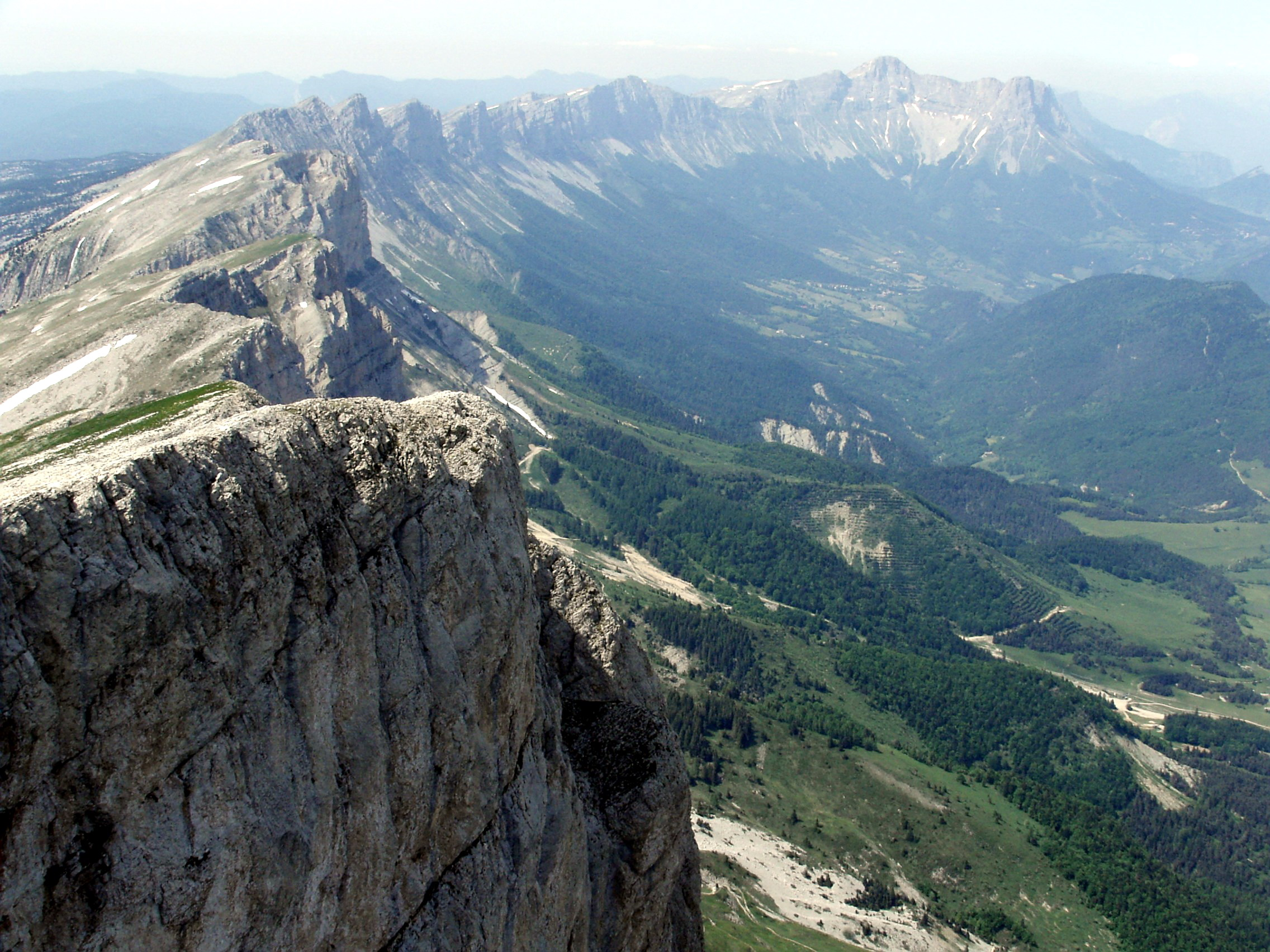
De hoofdrug bevat de hoogste toppen en vormt de oostelijke rand van de Vercors (le Balcon Est)
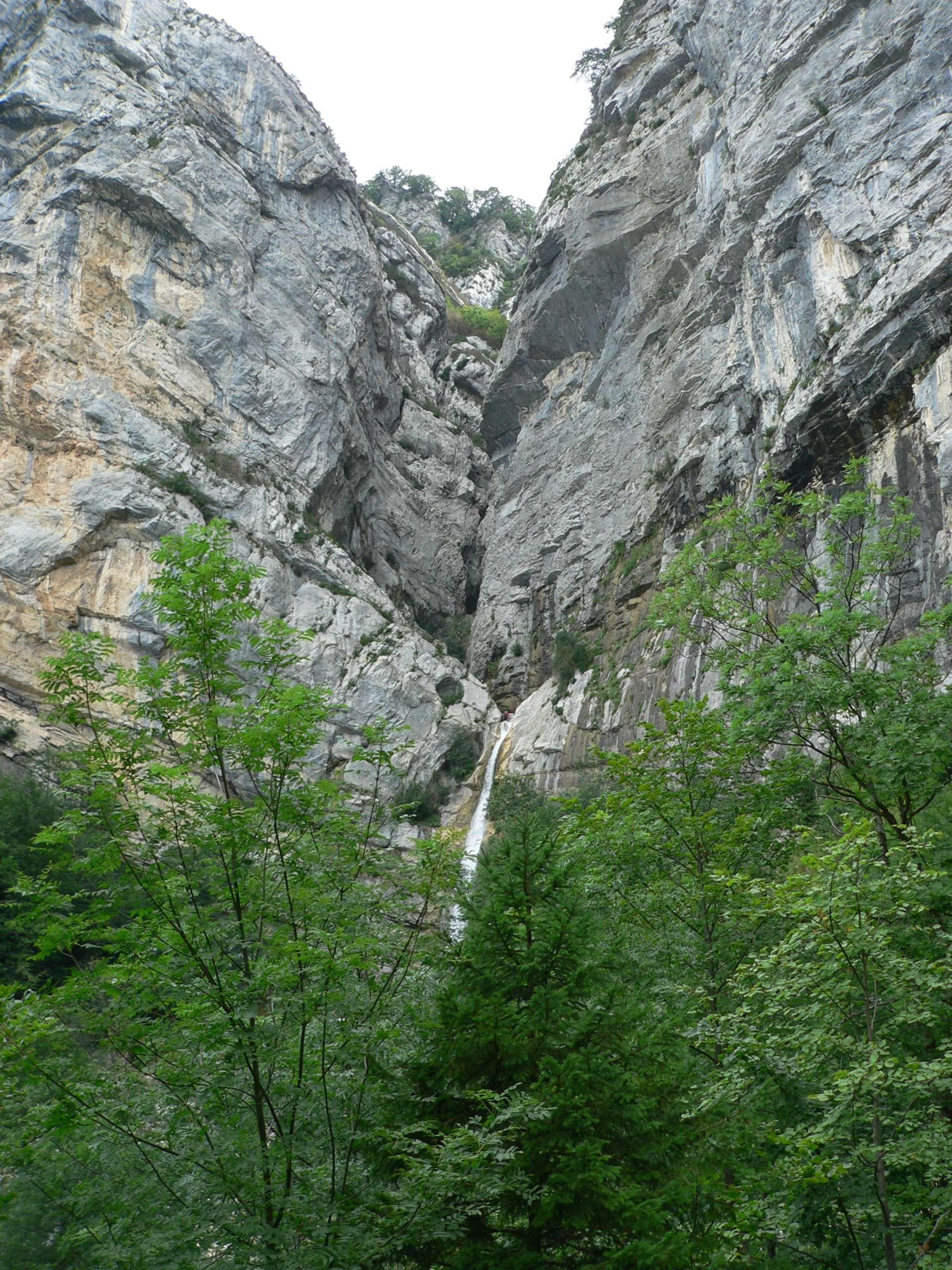
Waterval aan het einde van de gorge des Écouges
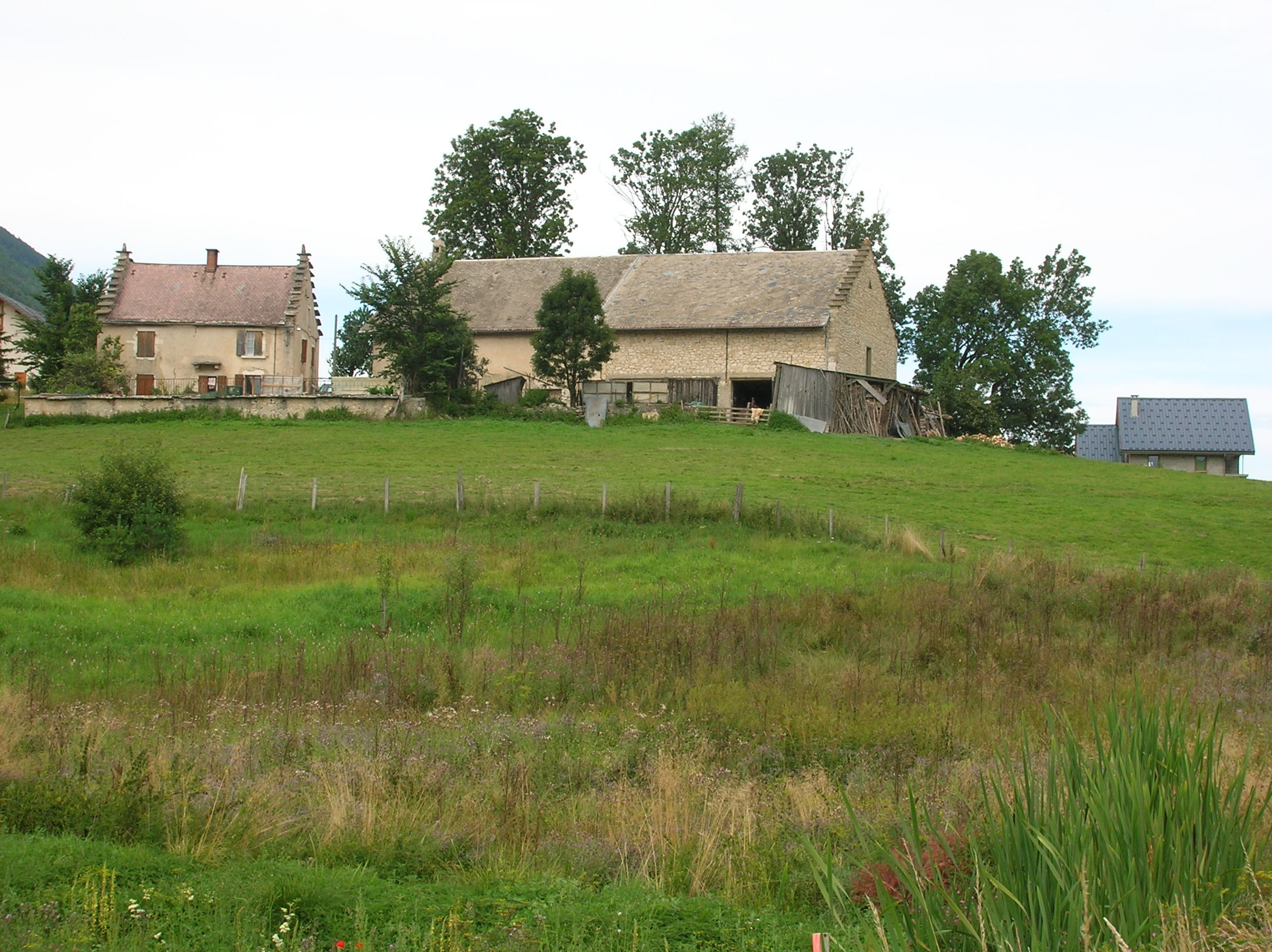
Traditionele boerderij
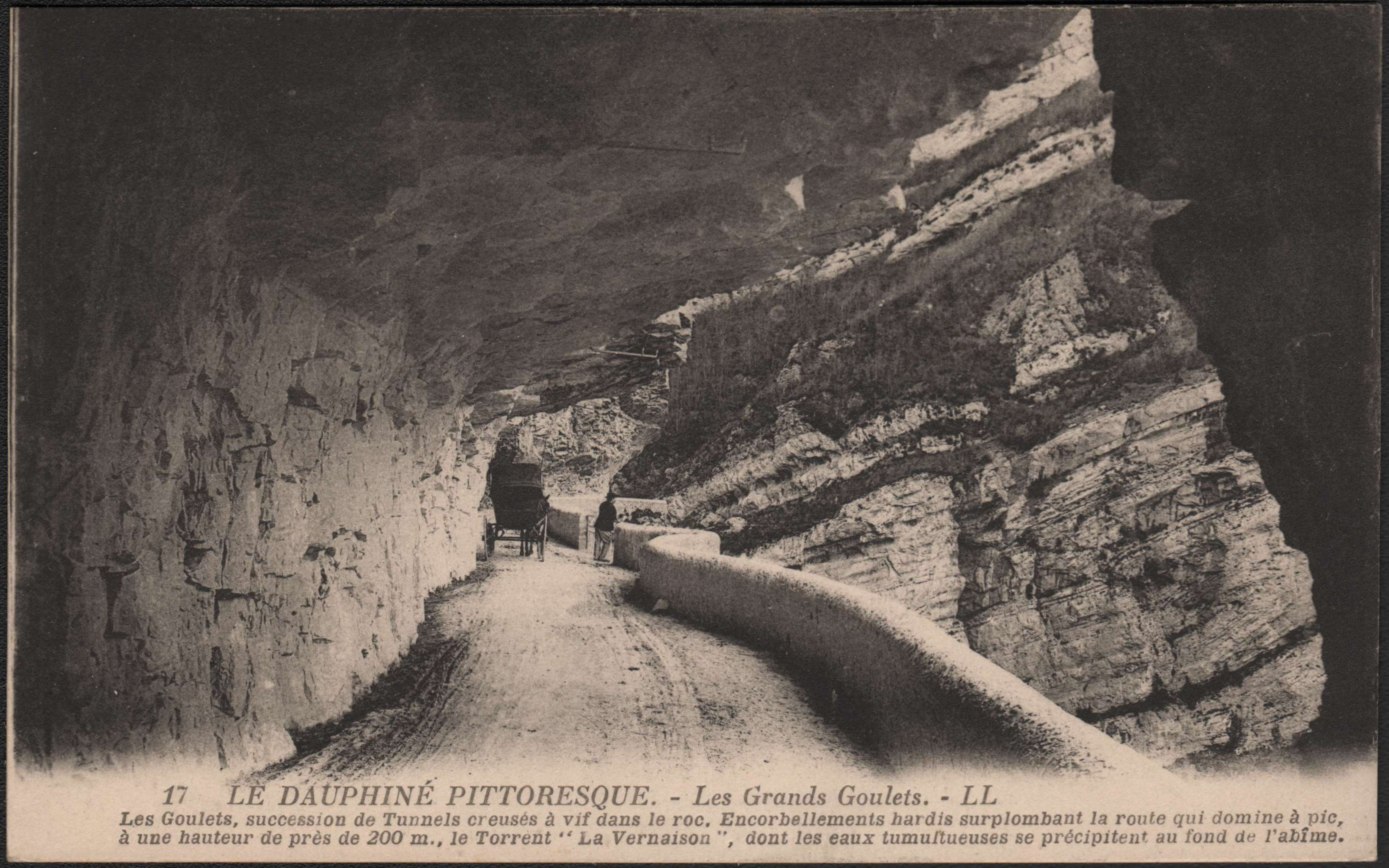
Oude ansichtkaart van de Routes des Grand Goulets